# Aspeboda distrikt
Aspeboda distrikt är ett distrikt i Falu kommun och Dalarnas län. Distriktet ligger omkring Aspeboda i östra Dalarna. 

## Tidigare administrativ tillhörighet
Distriktet inrättades 2016 och utgörs av en del av området Falu stad omfattade till 1971, delen som före 1967 utgjorde  Aspeboda socken.
Området motsvarar den omfattning Aspeboda församling hade vid årsskiftet 1999/2000. 

## Tätorter och småorter
I Aspeboda distrikt finns en tätort och sex småorter. 

### Tätorter
- Aspeboda

### Småorter
- Norsbo
- Olsbacka, Åkern och Karlsvik
- Smedsbo
- Stråtenbo
- Trumsveden (del av)
- Vallmora